# Бенімелі
Бенімелі (валенс. Benimeli, ісп. Benimeli) — муніципалітет в Іспанії, у складі автономної спільноти Валенсія, у провінції Аліканте. Населення — 413 осіб (2010).

## Географія
Муніципалітет розташований на відстані близько 360 км на південний схід від Мадрида, 65 км на північний схід від Аліканте.

## Демографія
Динаміка населення (INE ):

## Галерея зображень

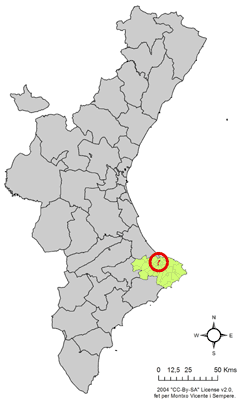
Розташування муніципалітету Бенімелі у автономній спільноті Валенсія
Розташування муніципалітету Бенімелі у комарці Маріна-Альта